# Gianluca Festa
Gianluca Festa (Monserrato, 15 marzo 1969) è un allenatore di calcio ed ex calciatore italiano, di ruolo difensore.

## Caratteristiche tecniche

### Giocatore
Difensore centrale forte fisicamente, abile nella marcatura, è andato a segno in tutte le stagioni, a partire dal 1993-1994. Calciatore precoce fu il primo in Italia della classe 1969 a giocare nel campionato Primavera. Debuttò in serie B con la maglia del Cagliari a soli 17 anni in Modena-Cagliari 1-0 del campionato 1986-87 con allenatore Gustavo Giagnoni. Per diverse stagioni è stato uno dei difensori più forti in Italia nella marcatura a uomo, anche grazie all'esperienza con il tecnico Carlo Mazzone che seppe valorizzarne le doti prima a Cagliari e quindi alla Roma. La sua carriera non ebbe sbocchi in nazionale perché in quel periodo il C.T. Arrigo Sacchi utilizzava il modulo a zona.

## Carriera

### Giocatore
Prodotto del vivaio del Cagliari, ha cominciato a calcare i campi professionistici proprio con la squadra del capoluogo (intervallati dalla stagione 1987-1988, giocata con la formula del prestito, in serie D con la Fersulcis), con cui ha ottenuto la doppia promozione dalla C alla A e conquistato la qualificazione alla Coppa UEFA, prima di approdare all'Inter per 9 miliardi di lire. Passato in prestito alla Roma nell'ottobre 1993, ritorna in nerazzurro la stagione successiva e vi rimane per altri due anni e mezzo, prima di passare al Middlesbrough, sotto la guida di Bryan Robson e al fianco di Gascoigne e Ravanelli.

Festa (a sinistra) alla Roma nel 1994, in marcatura sul milanista Massaro.

Con il Boro perde una finale di Coppa d'Inghilterra e ottiene anche una retrocessione, ma diventa l'idolo della tifoseria che gli tributa sistematicamente il jingle della Famiglia Adams giocando tra l'assonanza del suo cognome e il personaggio Fester. Dopo un anno al Portsmouth, nel 2003 ritorna in Sardegna rinunciando a un ingaggio milionario di altri due anni, per tornare al Cagliari insieme a Gianfranco Zola, con cui guida il Cagliari alla promozione in Serie A, classificandosi primo a pari merito con il Palermo nel campionato cadetto più lungo della storia, composto da 24 squadre.
L'anno successivo passa alla Nuorese e vi rimane fino al 2007, contribuendo al doppio salto dall'Eccellenza alla Serie C2. L'ultima stagione, 2007-2008, da giocatore professionista l'ha disputata con il Tavolara in Serie D. 
In carriera ha totalizzato complessivamente 177 presenze e 4 reti in Serie A e 65 presenze e 2 reti in Serie B, oltre a 112 presenze e 9 reti in Premier League e 65 presenze e 3 reti nella Football League Championship.

### Allenatore
Il 13 aprile 2010 viene chiamato a fare il vice allenatore di Giorgio Melis al Cagliari in seguito all'esonero di Massimiliano Allegri. La stagione successiva assume la carica di dirigente dell'area tecnica della società sarda e la carica di allenatore della Primavera della squadra sarda, con la quale organizza il ritiro pre-campionato a Ovodda, campeggiando per 20 giorni con la squadra nelle campagne del posto.
Il 14 giugno 2012 viene ingaggiato alla guida del Lumezzane, militante in Prima Divisione. Viene esonerato con la squadra in lotta per la zona play off. Al termine della stagione il Lumezzane si salvò non senza difficoltà. Il 5 luglio 2012 acquisisce a Coverciano il titolo di allenatore di Prima Categoria UEFA Pro e quindi il diritto di ricoprire il ruolo di tecnico in una squadra della massima serie. Esordisce nella vittoria per 3-0 contro la Sarnese, partita valevole per il passaggio al secondo turno della Coppa Italia. La settimana successiva viene eliminato dalla competizione dal Novara per 4-3. Il 19 marzo 2013 viene sollevato dall'incarico, con la squadra all’ottavo posto in campionato. Con i lombardi totalizza 9 vittorie, 11 pareggi e 8 sconfitte.
Il 21 aprile 2015 diventa allenatore del Cagliari per salvare una squadra in condizioni disperate dopo le gestioni Zeman,Zola e ancora Zeman. Arrivato con la squadra reduce da 1 punto in 11 partite, riesce a conquistare 13 punti in 7 partite, sfiorando una salvezza in cui nessuno più sperava. Ebbe come collaboratore David Suazo. Dopo cinque giorni esordisce nella vittoria per 3-1 contro la Fiorentina. Non riesce a ottenere la salvezza in campionato e il 1º giugno rescinde il contratto. Totalizza 4 vittorie, 1 pareggio e 2 sconfitte, uno score di tutto rispetto se si pensa che al suo arrivo la squadra aveva ottenuto solo 1 punto in 11 partite e con lui 13 punti in 7 partite.
Il 1º novembre diventa il nuovo allenatore del Como, in Serie B, sostituendo l'esonerato Carlo Sabatini. Ma nonostante una media punti superiore al predecessore e il lancio di Nicolò Barella che ottiene in prestito dal Cagliari dove l'aveva guidato prima nella Primavera e poi al debutto in serie A, viene sollevato dall'incarico e sostituito da Cuoghi che non eviterà la retrocessione in terza serie.
Il 24 settembre 2018 viene ufficializzato il suo approdo nella squadra greca del Larissa, in sostituzione del tecnico esonerato Sotiris Antoniou. Arrivato in una situazione difficile, conquista la stima di giocatori e pubblico riuscendo a ottenere una salvezza miracolosa. Termina la stagione ma non resta nonostante un contratto biennale per divergenze di vedute con la proprietà sul potenziamento della squadra.
Dopo un anno e mezzo, il 22 gennaio 2021 viene richiamato dal club ellenico per sostituire l'esonerato Giannis Tatsis. In questo caso, nonostante alcune vittorie ottenute nei play out non riesce a ripetere il miracolo della salvezza. Allenatore con una perfetta padronanza della lingua inglese e con l'ambizione di ampliare il proprio bagaglio di esperienze, ha espresso il desiderio di cimentarsi nei campionati di tutti i continenti.
Il 24 settembre viene ufficializzato quale nuovo allenatore del club ateniese dell'Apollōn Smyrnīs. Il 4 gennaio 2022, con il team all'ultimo posto (anche se con due giornate da recuperare) viene esonerato e sostituito con Marco Grote. Il 4 febbraio viene richiamato sulla panchina dell'Apollon Smyrnis a causa degli scarsi risultati della gestione Grote. Il 27 febbraio viene di nuovo esonerato dopo la sconfitta per 4-0 per mano dello Ionikos, nonostante la vittoria della settimana precedente sul campo del Lamìa, e la squadra all'ultimo posto. Resta fermo solo pochi giorni poiché il 4 marzo diventa il coach del Lamia, con la squadra al penultimo posto in classifica, posizione con cui termina il campionato per poi ottenere la salvezza nel play-out. Il successivo 30 giugno rinnova la collaborazione come allenatore del Lamia. Il 15 novembre seguente, il club ellenico comunica di aver interrotto il rapporto di collaborazione con il tecnico di Monserrato.

## Fuori dal campo
Nel 1999 ha fondato assieme all'amico d'infanzia Andrea Picciau e al compagno di squadra ai tempi del Middlesbrough Christian Karembeu l'azienda di abbigliamento sportivo A-Line.

## Statistiche

### Statistiche da allenatore
Statistiche aggiornate al 10 aprile 2022.
| Stagione            | Squadra         | Campionato      | Campionato | Campionato | Campionato | Campionato | Coppe nazionali | Coppe nazionali | Coppe nazionali | Coppe nazionali | Coppe nazionali | Coppe continentali | Coppe continentali | Coppe continentali | Coppe continentali | Coppe continentali | Altre coppe | Altre coppe | Altre coppe | Altre coppe | Altre coppe | Totale | Totale | Totale | Totale | % Vittorie | Piazzamento               |
| Stagione            | Squadra         | Comp            | G          | V          | N          | P          | Comp            | G               | V               | N               | P               | Comp               | G                  | V                  | N                  | P                  | Comp        | G           | V           | N           | P           | G      | V      | N      | P      | %          | Piazzamento               |
| ------------------- | --------------- | --------------- | ---------- | ---------- | ---------- | ---------- | --------------- | --------------- | --------------- | --------------- | --------------- | ------------------ | ------------------ | ------------------ | ------------------ | ------------------ | ----------- | ----------- | ----------- | ----------- | ----------- | ------ | ------ | ------ | ------ | ---------- | ------------------------- |
| 2012-mar. 2013      | Lumezzane       | LP-1D           | 26         | 8          | 11         | 7          | CI+CI-LP        | 2+4             | 1+3             | 0+0             | 1+1             | -                  | -                  | -                  | -                  | -                  | -           | -           | -           | -           | -           | 32     | 12     | 11     | 9      | 37,50      | Eson.                     |
| apr.-mag. 2015      | Cagliari        | A               | 7          | 4          | 1          | 2          | CI              | 0               | 0               | 0               | 0               | -                  | -                  | -                  | -                  | -                  | -           | -           | -           | -           | -           | 7      | 4      | 1      | 2      | 57,14      | Sub., 18º (retr.)         |
| nov. 2015-mar. 2016 | Como            | B               | 20         | 2          | 10         | 8          | CI              | 0               | 0               | 0               | 0               | -                  | -                  | -                  | -                  | -                  | -           | -           | -           | -           | -           | 20     | 2      | 10     | 8      | 10,00      | Sub., eson.               |
| set. 2018-2019      | Larissa         | SL              | 22         | 6          | 9          | 7          | KE              | 5               | 3               | 0               | 2               | -                  | -                  | -                  | -                  | -                  | -           | -           | -           | -           | -           | 27     | 9      | 9      | 9      | 33,33      | Sub., 10°                 |
| gen.-giu. 2021      | Larissa         | SL              | 6          | 0          | 2          | 4          | KE              | 1               | 0               | 0               | 1               | -                  | -                  | -                  | -                  | -                  | -           | -           | -           | -           | -           | 7      | 0      | 2      | 5      | &0,00      | Sub., 14º (retr.)         |
| Totale Larissa      | Totale Larissa  | Totale Larissa  | 28         | 6          | 11         | 11         |                 | 6               | 3               | 0               | 3               |                    | -                  | -                  | -                  | -                  |             | -           | -           | -           | -           | 34     | 9      | 11     | 14     | 26,47      |                           |
| set. 2021-feb. 2022 | Apollōn Smyrnīs | SL              | 15         | 2          | 5          | 8          | KE              | 1               | 0               | 0               | 1               | -                  | -                  | -                  | -                  | -                  | -           | -           | -           | -           | -           | 16     | 2      | 5      | 9      | 12,50      | Sub., eson., sube., eson. |
| mar.-giu. 2022      | Lamia           | SL              | 8+2        | 2+1        | 2+1        | 4+0        | KE              | 2               | 0               | 0               | 2               | -                  | -                  | -                  | -                  | -                  | -           | -           | -           | -           | -           | 12     | 3      | 3      | 6      | 25,00      | Sub., 13º                 |
| Totale carriera     | Totale carriera | Totale carriera | 100        | 23         | 32         | 39         |                 | 12              | 7               | 0               | 5               |                    | -                  | -                  | -                  | -                  |             | -           | -           | -           | -           | 111    | 30     | 38     | 44     | 27,03      |                           |

## Palmarès

### Giocatore
- Campionato italiano Serie C1: 1

Cagliari: 1988-1989 (girone B)
- Coppa Italia Serie C: 1

Cagliari: 1988-1989